# Biton turkestanus
Biton turkestanus är en spindeldjursart som först beskrevs av Roewer 1933.  Biton turkestanus ingår i släktet Biton och familjen Daesiidae. Inga underarter finns listade.